# M.K.A.
M.K.A. (Mittlerer Kamfpanzer fur Ausland — «Средний танк для зарубежных стран») — немецкий средний танк, разрабатываемый компанией Krupp в 1936—1940 гг. для экспортных поставок. Был построен один прототип, серийно не производился.

## История
В начале 1934 года в Германии стартовал проект по созданию нового среднего танка, в котором принимали участие фирмы Daimler-Benz, Krupp, MAN и Rheinmetall. Военные выбрали проект конструкторов Daimler-Benz, который в 1936 году был принят на вооружение под обозначением Pz. III. Компания Krupp решила на базе в рамках проекта разработанного танка выдвинуть проект экспортного среднего танка, так как на тот момент в Германии экспортные лёгкие танки уже были одобрены руководителями промышленности и военным командованием. Изначально проект не был одобрен военным командованием, так как танк имел слишком много новых комплектующих, которые можно-было передать другим государствам. Среди них были бронирование танка, изготовленное по новым технологиям, прицельные приборы и другая оптика. Чтобы не закрыть проект, Krupp приняла решение убрать из танка все новые узлы и агрегаты. Из-за изменений была сильно переделана конструкция бронирования, также был уменьшен уровень защиты машины. Также к тому времени танк уже получил обозначение M.K.A.
Из-за различных трудностей, возникших при разработке танка, проектные работы были завершены только к 1939 году. Началось создание опытного образца, на который, в отличие от проекта, был установлен более мощный двигатель Maybach HL 98 мощностью 230 л. с. Ранее на танк устанавливался двигатель Maybach HL76 мощностью 190 л. с. Новый двигатель должен был сильно увеличить скоростные и манёвренные показатели машины. В следующем 1940 году начались испытания M.K.A., на которых танк показал себя с отличной стороны. При этом, некоторое время танк планировалось не продавать за границу, так как он превосходил на тот момент основные в немецкой армии средние танки Pz. III практически по всем параметрам. У M.K.A. по сравнению с Pz. III было более лучшее бронирование и вооружение, а также некоторые другие моменты. Во второй половине того же года были предприняты попытки продажи танка потенциальным союзникам Третьего Рейха — Италии, Японии и Испании, однако проект их не заинтересовал. Также не увенчалась успехом и последующая попытка продажи машины немецкой армии. В дальнейшем Krupp сосредоточился на разработке танков для нужд немецкой армии, а танк M.K.A. стал последним проектом экспортного танка Третьего Рейха.

## Конструкция
Танк имел классическую как для немецких танков тех лет компоновку — в передней части корпуса размещалась трансмиссия, позади неё находились отделение управления и боевое отделение, а корма вмещала двигатель с необходимым оборудованием.

## В массовой культуре

### В компьютерных играх
- M.K.A. как немецкий лёгкий премиум танк 2 уровня присутствует в игре World of Tanks, где дарился игрокам на новый 2019 год[2].